# 川勝家文書
川勝家文書（かわかつけもんじょ）は、幕末に外国奉行、外国事務副総裁の要職にあった川勝広道が所蔵していた書簡・公文書百数十通より成るもの（一冊）である。機密外交文書に富み、幕末の江戸幕府の対外関係を知るための重要な史料である。

## 概要
文書は「在外幕府吏員等書翰」、「駐箚外国使臣等との往復書翰」、「内廻し物」、「雑」の四部に分たれ、最後に川勝家所伝の加藤弘之著『鄰艸』（となりぐさ）一編、その他が添えられている。「在外幕府吏員等書翰」は、パリ万国博覧会参列、締盟各国訪問を兼ねフランスに留学した徳川昭武一行の上申書類などである。「駐箚外国使臣等との往復書翰」は、駐箚外国との往復書簡であり、特にフランスのレオン・ロッシュらと幕府要職の間ものが多い。当時、フランスが幕府と親善関係を結び、日本において政治上優越な地位を得ようしていたことが窺われる。「内廻し物」は、生麦事件と薩英戦争、下関戦争、禁門の変などに関する書簡文書である。「雑」は、大政奉還以降の文書類を収録している。以上、日本史籍協会によって1930年（昭和5年）に活字化されている。